# Valeriana punctata
Valeriana punctata là một loài thực vật có hoa trong họ Kim ngân. Loài này được F.G. Mey. miêu tả khoa học đầu tiên năm 1965.